# Joëlle Mbumi Nkouindjin
Joëlle Mbumi Nkouindjin (née le 25 mai 1986 à Yaoundé) est une athlète camerounaise, spécialiste du triple saut et du saut en longueur.

## Biographie
En 2014, elle remporte la médaille d'or du triple saut lors des championnats d'Afrique, à Marrakech au Maroc, en atteignant la marque de 14,02 m, nouveau record personnel. Elle se classe par ailleurs troisième de l'épreuve du saut en longueur.
Le 12 juillet 2015, elle porte son record à 14,16 m à Yaoundé. En septembre, elle s'adjuge le titre au triple saut lors des Jeux africains de Brazzaville, ainsi qu'à la longueur, après la disqualification pour dopage de la Nigériane Chinaza Amadi.

## Palmarès
| Date | Compétition                     | Lieu        | Résultat | Épreuve     | Temps   |
| ---- | ------------------------------- | ----------- | -------- | ----------- | ------- |
| 2013 | Jeux de la Francophonie         | Nice        | 3e       | Triple saut | 13,44 m |
| 2014 | Championnats d'Afrique          | Marrakech   | 3e       | Longueur    | 6,25 m  |
| 2014 | Championnats d'Afrique          | Marrakech   | 1re      | Triple saut | 14,02 m |
| 2015 | Jeux africains                  | Brazzaville | 1re      | Longueur    | 6,31 m  |
| 2015 | Jeux africains                  | Brazzaville | 1re      | Triple saut | 13,75 m |
| 2016 | Championnats d'Afrique          | Durban      | 2e       | Longueur    | 6,39 m  |
| 2016 | Championnats d'Afrique          | Durban      | 2e       | Triple saut | 13,37 m |
| 2017 | Jeux de la solidarité islamique | Bakou       | 2e       | Triple saut | 12,84 m |
| 2017 | Jeux de la Francophonie         | Abidjan     | 2e       | Longueur    | 6,34 m  |
| 2017 | Jeux de la Francophonie         | Abidjan     | 2e       | Triple saut | 13,58 m |
| 2018 | Jeux du Commonwealth            | Gold Coast  | 7e       | Triple saut | 13,45 m |

## Records
| Épreuve          | Performance | Lieu      | Date            |
| ---------------- | ----------- | --------- | --------------- |
| Triple saut      | 14,16 m     | Yaoundé   | 12 juillet 2015 |
| Saut en longueur | 6,65 m      | Bafoussam | 3 mars 2018     |